# Karl von Hasenauer
Karl von Hasenauer (20. července 1833 Vídeň – 4. ledna 1894 Vídeň) byl významný rakouský architekt a profesor.

## Životopis
Na základní škole se učil v letech 1843–1847 ve Vídni. Střední školu v letech 1847–1848 v Drážďanech. v letech 1850–1855 studoval na vídeňské Akademii výtvarného umění u profesorů Augusta Sicard von Sicardsburga a Eduarda van der Nülla. V roce 1873 byl povýšen a získal šlechtický titul baron.
V letech 1884–1894 byl profesorem architektury na Akademii výtvarného umění ve Vídni. V letech 1892–1894 byl rektorem této školy.
V soutěži na stavbu nové vídeňské opery (1861) obdržel za svůj návrh třetí cenu, v konkurzu na výzdobu průčelí katedrály ve Florencii obdržel druhou cenu. Stal se proslulým výstavbou vil a obytných částí ve Vídni. V roce 1873 byl jmenován hlavním architektem Světové výstavy ve Vídni. Karl von Hasenauer dlouhou dobu spolupracoval s architektem Gottfriedem Semperem (1803–1879).
Zemřel ve Vídni a je pochován na vídeňském ústředním hřbitově.